# Curacazgo incaico
El curacazgo incaico, curacazgo del Cuzco, reino del Cuzco o la  confederación cuzqueña fue un Estado del Antiguo Perú surgido hacia el siglo XIII en el valle del río Vilcanota, siendo la primera etapa histórica de la civilización incaica. Tras una lenta migración de 20 años huyendo de invasiones aimaras en su natal altiplano andino, los incas fundaron la ciudad del Cuzco, alrededor de un pantano que más tarde se convertiría en la plaza de Armas del Cuzco.   
Desde su llegada al Cuzco mantuvieron constantes luchas de predominio con las etnias vecinas, muchas de ellas más poderosas, como los ayarmacas o pinaguas que lograron tener 18 villas o curacazgos bajo su soberanía. Durante mucho tiempo solo ocuparon Cuzco, hasta que empezaron sus primeras conquistas bajo el mando de Mayta Cápac y otros gobernantes como Inca Roca y Huiracocha Inca. Tras la derrota de sus más férreos enemigos, los chancas, bajo el mando de Pachacútec, se inició un proceso de expansión que culminó en el Imperio incaico.
Su cultura estuvo marcada con una clara influencia Tiahuanaco y durante este periodo pocas fueron las tecnologías que desarrollaron (probablemente ninguna) ya que la mayoría de sus conocimientos fueron herencias culturales.

## Origen

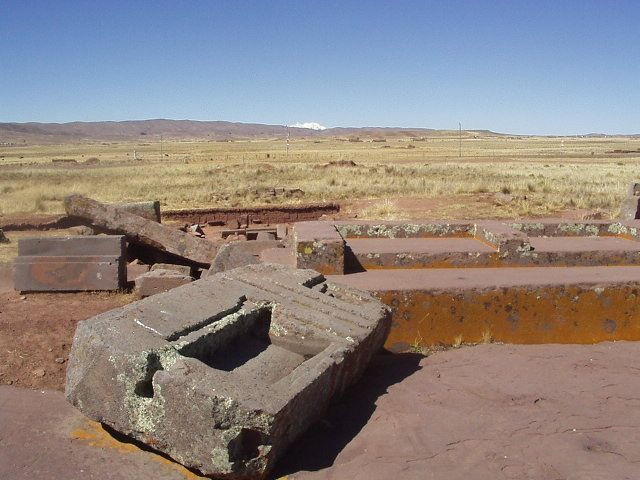
Edificio taipicala o tiahuanaco a medio construir, proceso que quedó interrumpido por las invasiones y destrucciones llevadas a cabo por los aimaras en el.

Además de las leyendas sobre el origen de los incas existe una versión histórica basada en investigaciones arqueológicas. Hay evidencias arqueológicas descubiertas por Francis de Castelnau en 1845 y confirmadas por Max Uhle de que los descendientes de los tiahuanaco, los taipicalas, fueron atacados cuando aún poblaban sus ciudades de manera normal, se hallaron construcciones sin completar, y herramientas de construcción abandonadas.
Estas olas de ataques obligaron a los taipicalas a abandonar sus tierras en busca de otras habitables, luego de 20 años arribaron al valle del Cuzco donde Manco Cápac fundó Qusqu (actual Cuzco) luego de desplazar a tres etnias (sahuaseras, huallas y ayar uchos o alcahuisas).

## Prevalescencia
Desde que los incas llegaron al Cuzco estuvieron en constantes peleas con las etnias vecinas, en ocasiones inclusive los mismos gobernantes eran los que dirigían y combatían junto a sus tropas.
Desde Manco Cápac hasta Cápac Yupanqui la mayor amenaza fue el estado confederado de los Ayamarcas y Pinaguas, pero desde Inca Roca hasta Huiracocha Inca la mayor amenaza (inclusive más peligrosa que los ayamarcas y pinaguas) fueron los chancas.
Durante este periodo el reino inca casi desaparece, durante el gobierno de Yáhuar Huácac una rebelión desatada por los ya conquistados cuntis mató al Inca junto a sus familiares y por poco desaparecen al curacazgo inca de no haber sido por una lluvia tormentosa la cual la tomaron como una mala señal.

## Conquistas

Mapa de la expansión incaica a mediados del. La pequeña área oscura corresponde al periodo curacal.

Durante este periodo las conquistas incas fueron pocas, se limitaron a conquistar pequeños señoríos de los alrededores. En su mejor momento lograron ocupar casi la mitad de lo que hoy en día es el departamento del Cuzco. Las conquistas fueron limitadas debido a la debilidad de la etnia inca en comparación a las que estaban a su alrededor y de las luchas internas que tenían entre ellos. Se sabe que hubo dos golpes de estado durante este periodo (de Cápac Yupanqui a Tarco Huamán y de Inca Roca a Cápac Yupanqui).

## Gobernantes

### Manco Cápac

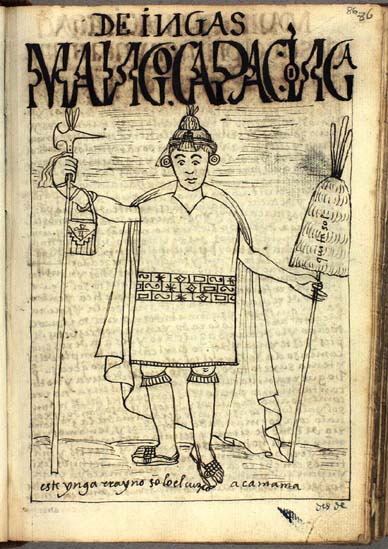
El primer Inca: Manco Cápac.

Fundó el Cuzco, aproximadamente el año 1197 d. C. y fue su primer gobernante. Se caracterizó por el dominio de las tribus preincaicas que vivían dispersas en la zona y sus alrededores. Manco Cápac unificó a los huallas, poques y lares, y con ellos se estableció en la parte baja de la ciudad. De este modo se inició la dinastía de los Urin Cuzco. Poco tiempo después ordenó la construcción de la primera residencia de los incas, el Inticancha o Templo del Sol. Su hermana y esposa fue Mama Ocllo.
- Imperio Legendario (fase local):

- Dinastía Urin Cuzco: ~1200 - ~1230.

### Sinchi Roca

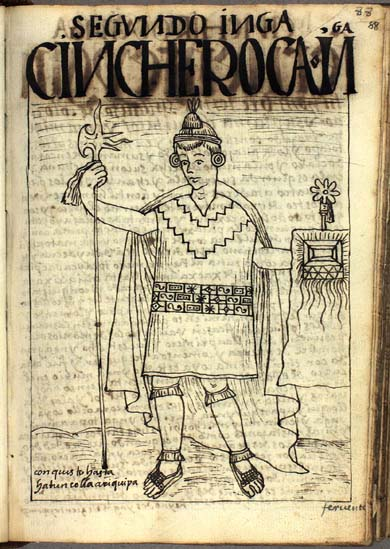
El segundo Inca: Sinchi Roca.

Hijo de Manco Cápac y Mama Ocllo. De su gobierno se tienen pocas noticias. Se cree que habría comenzado en 1230, prolongándose por más de veinte años. En ese período, sin embargo, Sinchi Roca no salió nunca del Cuzco ni amplió el territorio conquistado por su padre. De acuerdo al cronista Sarmiento, Sinchi Roca se casó con Mama Coca, hija de un curaca del pueblo de Saño, con quien tuvo un hijo al que llamaron Lloque Yupanqui, quien heredaría el trono, luego de la muerte de este.
- Imperio Legendario (fase local):

- Dinastía Urin Cuzco: ~1230 - ~1260.

### Lloque Yupanqui

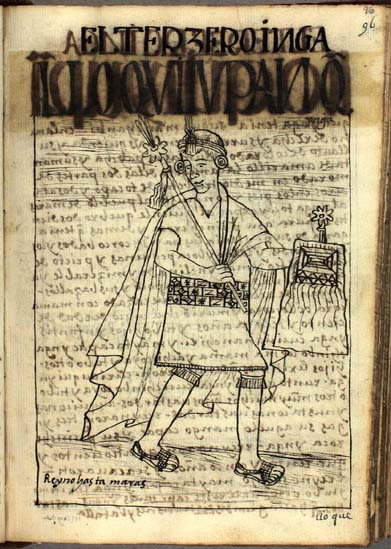
El tercer Inca: Lloque Yupanqui.

A partir de Lloque Yupanqui los soberanos incas ejercieron una mayor hegemonía sobre los pueblos del Cuzco y decidieron conquistar los valles circundantes y vecinos. La victoria sobre los guallas le permitió a Lloque Yupanqui entablar alianzas políticas con otros curacas de pueblos cercanos y de los alrededores. Así nació la confederación cuzqueña, de la que los incas eran el grupo más numeroso y poderoso. Su esposa fue Mama Cahua, hija del curaca de Oma, un pueblo cercano al Cuzco.
- Imperio Legendario (fase local):

- Dinastía Urin Cuzco: ~1260 - ~1290.

### Mayta Cápac

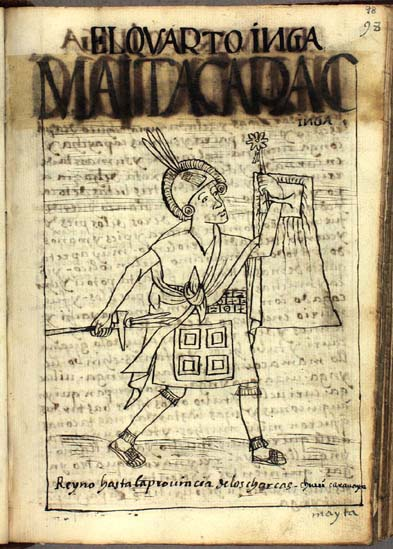
El cuarto Inca: Mayta Cápac.

Su gobierno se inició, aproximadamente, en 1290. Los cronistas cuentan que nació a los tres meses de gestación, pero que a los pocos años se convirtió en un niño sano y robusto. Siendo muy joven dirigió la campaña que derrotó a los acllahuiza. Esta victoria le valió a Mayta Cápac celebrarla con Warachikuy, un ritual de iniciación viril muy común entre la nobleza incaica, que simbolizaba el paso de la adolescencia a la madurez. Su esposa fue Mama Pacuraray, natural del pueblo de ese mismo nombre.
- Imperio Legendario (fase local):

- Dinastía Urin Cuzco: ~1290 - ~1320.

### Cápac Yupanqui

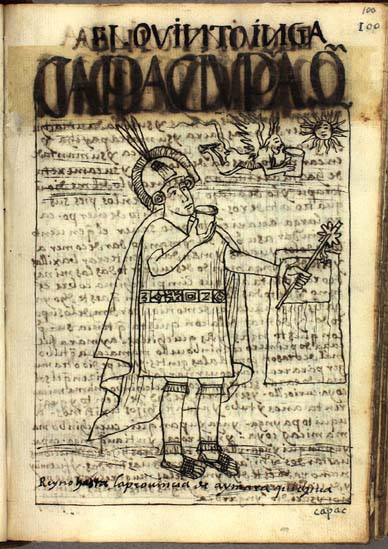
El quinto Inca: Cápac Yupanqui.

Fue el primer gobernante inca que decidió salir en pos de conquistas fuera de la región cuzqueña. Dirigió numerosas y exitosas campañas militares sobre los pueblos de Cuyumarca y Andamarca, anexionándolos al poder central. También se enfrentó a los condesuyos, que se habían apoderado del santuario de Huanacauri y amenazaban el Cuzco. Cápac Yupanqui los derrotó y regresó triunfante a la capital. Con él terminó la dinastía de los Urin Cuzco. Su esposa fue Curihilay, hija del curaca de Ayarmaca.
- Imperio Legendario (fase local):

- Dinastía Urin Cuzco: ~1320 - ~1350.

### Inca Roca

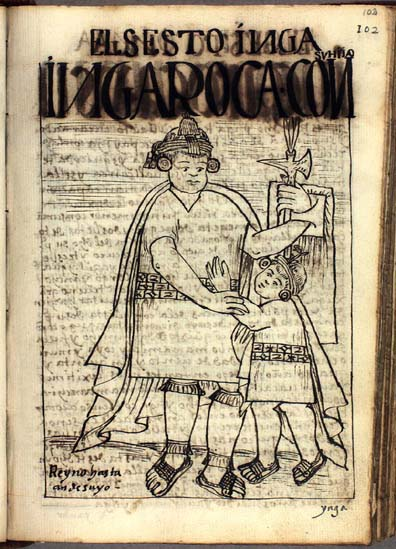
El sexto Inca: Inca Roca.

Con él se inicia la dinastía de los Hanan Cuzco, aproximadamente en el año 1350. Fue el primero en usar el título de inca, ya que anteriormente los gobernantes eran sinchis o mancos, y se les consideraba solo como jefes tribales. Conquistó los territorios de Mayna, Pinahua y Caitomarca, en los alrededores del Cuzco. También penetró en el oriente hasta Paucartambo. Construyó la Casa del Saber (Yachaywasi) y la residencia del Inca (Coracora). Su esposa fue Mama Micay, del pueblo de los huallacanes.
- Imperio Legendario (fase local):

- Dinastía Hanan Cuzco: ~1350 - ~1380.

### Yáhuar Huácac

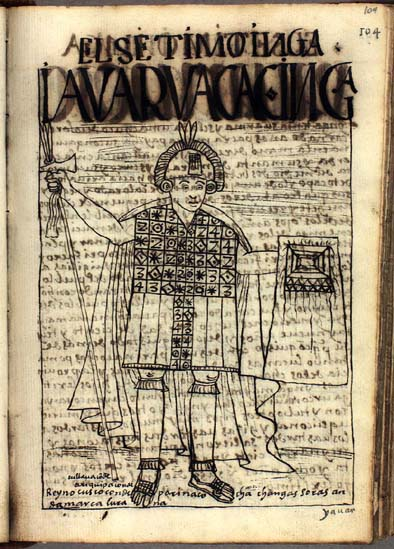
El séptimo Inca: Yáhuar Huácac.

Cuenta la leyenda que de niño fue raptado por unos conspiradores, y que cuando se disponían a matarlo, el príncipe empezó a llorar sangre, lo que atemorizó a sus raptores, quienes optaron por liberarlo y devolverlo a su padre Inca Roca. En 1380, aproximadamente asumió el trono, pero tuvo que enfrentar sucesivas rebeliones internas. Tras su muerte, la sociedad inca entró en una etapa de confusión y desconcierto. Su esposa fue Mama Chiquia, hija del jefe ayarmaca que tiempo atrás dirigió el rapto del que fue víctima.
- Imperio Legendario (fase local):

- Dinastía Hanan Cuzco: ~1380 - ~1400.

### Huiracocha Inca

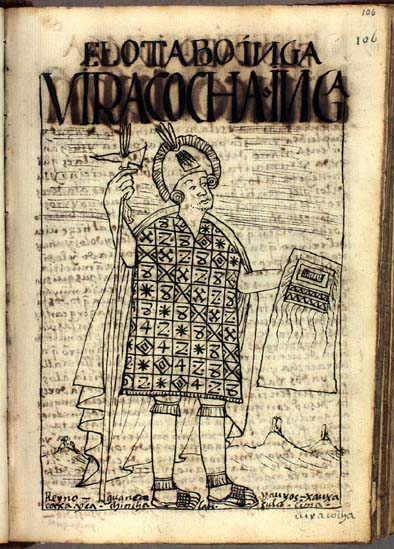
El octavo Inca: Huiracocha Inca.

Se le considera el primer gobernante inca con ambiciones imperialistas. Inició la expansión del poder cuzqueño sometiendo a los pueblos aledaños y construyendo guarniciones militares en los nuevos territorios. Esta expansión provocó la reacción de los chancas, habitantes de la zona de Andahuaylas, quienes atacaron varios poblados quechuas y llegaron hasta el Cuzco. Huiracocha, ya anciano, se negó a defender la capital, pero uno de sus hijos, Pachacútec, tomó a su cargo la resistencia y derrotó a los invasores.
- Imperio Legendario (fase local):

- Dinastía Hanan Cuzco: ~1400 - 1438.